# Songxia, Fujian
Songxia (kinesiska: 松下) är en köping i sydöstra Kina. Den ligger i stadsdistriktet Changle i staden Fuzhou i provinsen Fujian, omkring 45 kilometer sydost om provinshuvudstaden Fuzhou. Antalet invånare är 25 281. Befolkningen består av 11 865 kvinnor och 13 416 män. Barn under 15 år utgör 13,0 %, vuxna 15-64 år 80 %, och äldre över 65 år 6,0 %.